# Hyundai Heavy Industries
Hyundai Heavy Industries Co., Ltd. (HHI)(KRX: 009540

) er en sydkoreansk industri- og ingeniørvirksomhed, som bl.a. er verdens største skibsbygger. Koncernen har hovedsæde i Ulsan, Sydkorea og er et datterselskab til det store Hyundai Heavy Industries Group-konglomerat (chaebol). Koncernen favner bredt indenfor syv forretningsdivisoner og udover skibe fremstilles bl.a. entreprenørmaskiner, vindmøller, solceller, motorer og industrianlæg.

## Divisioner
- Skibsbygning
- Offshore & Ingeniørvidenskab
- Industri anlæg & Ingeniørvidenskab
- Motor og maskiner
- Elektro-elektriske Systemer
- Konstruktionsudstyr
- Grøn energi